# Чегем Другий
Чегем Другий (рос. Чегем Второй) — село у Чегемському районі Кабардино-Балкарії Російської Федерації.
Орган місцевого самоврядування — сільське поселення Чегем Другий. Населення становить 10 769 осіб.

## Історія
Згідно із законом від 27 лютого 2005 року органом місцевого самоврядування є сільське поселення Чегем Другий.

## Населення
| 1979    | 2002    | 2010    | 2012    | 2013    | 2014    | 2015    |
| ------- | ------- | ------- | ------- | ------- | ------- | ------- |
| 6419    | ↗10 632 | ↗10 769 | ↗10 934 | ↗11 075 | ↗11 237 | ↗11 338 |
| 2016    | 2017    | 2018    | 2019    | 2020    |         |         |
| ↗11 374 | ↗11 425 | ↗11 465 | ↗11 517 | ↗11 575 |         |         |